# Jad Fair
Jad Fair (født 9. juni 1954) er en amerikansk sanger og avantgardemusiker.

## Historie
Fair er forsanger i Half Japanese, et eksperimentelt noise rock-punkband, som i slutningen af 1975 havde stor indflydelse på udviklingen af punkrock, noise rock, post-punk og eksperimentel rock. Selv om han kun har haft begrænset kommerciel succes, er Jad betragtet som én af de vigtigste innovatører af noise rock og relaterede genrer.
Efter tiden med Half Japanese har Fair haft varierende succes gennem sin 25 år lange solokarriere.
Han samarbejdede med R. Steve Moore, Daniel Johnston, Mark Kramer, Steve Shelley & Thurston Moore (Sonic Youth), Teenage Fanclub, Yuri Landman, Jason Willett, Fred Frith, Moe Tucker og Yo La Tengo.

## Diskografi
- The Zombies of Mora-Tau EP7 (UK Armageddon) 1980 (Press) 1982
- Everyone Knew ... But Me (Press) 1982
- Between Meals – Oh No I Just Knocked Over a Cup of Coffee (Iridescence) 1983
- Monarchs (Iridescence) 1984
- Best Wishes (Iridescence) 1987
- Jad Fair & Kramer – Roll Out the Barrel (Shimmy-Disc) 1988
- Great Expectations (Ger. Bad Alchemy) 1989
- Attack of Everything no CD – Jad Fair (Paperback – 1990)
- Coo Coo Rocking Time – Coo Coo Party Time (50 Skidillion Watts) 1990
- Greater Expectations (Psycho Acoustic Sounds/T.E.C. Tones) 1991
- Jad Fair EP – Jad Fair (LP Record – 1991)
- Jad Fair and the Pastels – This Could Be the Night EP (UK Paperhouse) 1991
- No. 2: Jad Fair and the Pastels (UK Paperhouse) 1992
- I Like It When You Smile (UK Paperhouse) 1992
- Jad Fair/Jason Willett/Gilles Rieder (UK Megaphone) 1992
- Workdogs in Hell – Workdogs in Hell (1993)
- Jad & Nao – Half Robot (UK Paperhouse) 1993
- Mosquito – Oh No Not Another Mosquito My House Is Full of Them! (Psycho Acoustic Sounds) 1993
- Mosquito – Time Was (ERL/Smells Like) 1993 (Aus. Au-go-go) 1993
- Mosquito – UFO Catcher (Japan. Time Bomb) 1993
- Mosquito – Cupid's Fist (Hol. Red Note) 1994
- Greater Expectations – Jad Fair (1995)
- I Like It When You Smile – Jad Fair (1995)
- Daniel Johnston and Jad Fair (1995) (50 Skidillion Watts) 1989
- SPOOKY TALES: SPIRIT SUMMONING STORIES / SPOOKY SOUNDS OF NOW [boek & cd] – Jad Fair (1997)
- Jason Willett & Jad Fair – It's All Good, Megaphone Limited
- Jad & Nao – Half Alien (Japan. Sakura Wrechords) 1997
- Jad Fair & Kramer – The Sound of Music: An Unfinished Symphony in 12 Parts (Shimmy-Disc/Knitting Factory) 1998
- 26 Monster Songs for Children – Jad Fair & David (1998)
- Roll Out The Barrel (1999) m& Kramer
- I Like Your Face – Jad Fair & Shapir-O'Rama (1999)
- meer dan 13 cd's (1995-2007) & Jason Willett waaronder The Mighty Super-Heroes, Marginal Talent (MT-426)
- Monsters, Lullabies, and the Occasional Flying Saucer (1996) met Phono-Comb, (Can. Shake)
- Jad & David Fair – Best Friends (UK Vesuvius) 1996
- Jad Fair & The Shapir-O'Rama – We Are the Rage (Japan. Avant) 1996
- Jackpot, Songs and Art – Jad Fair (Paperback, 1997)
- Strange But True (1998) &Yo La Tengo
- The Sound of Music (1999) & Kramer
- The Lucky Sperms – Somewhat Humorous (Jad Fair, Daniel Johnston), 2001
- It's Spooky (1989) med Daniel Johnston 2001
- Strobe Talbot – 20 Pop Songs, alternative tentacles, (Jad Fair, Mick Hobbs, Benb Gallaher) 2001
- Words Of Wisdom And Hope (2002) Teenage Fanclub
- We Are the Rage – Jad Fair & the Shapir-O Rama (2002)
- The Attack of Everything (Paperback + cd) – Jad Fair & Jason Willett (2002)
- Six Dozen Cookies – Jad & David Fair (2006)
- FairMoore – Steve Moore & Jad Fair (2006)
- Superfine – Jad Fair & Jason Willett (2007)

### Download
- Elenor – Jad Fair (Music Download)
- Something To Sing About – Jad Fair (Music Download)
- A Reason – Jad Fair (Music Download)
- Here Comes Roxanne – Jad Fair (Music Download)
- Smile – Teenage Fanclub & Jad Fair (Music Download)
- Stale Spaghetti – Jad Fair (Music Download)
- Sunshiney Sunshine (free album)

## Dokumentar
- The Devil and Daniel Johnston (DVD – Sep 19, 2006)